# Іванчук Микола Петрович
Микола Петрович Іванчу́к (нар. 15 червня 1934, Саверці) — український архітектор; член Спілки архітекторів України з 1964 року, лауреат Державної премії України по архітектурі за 1993 рік.

## Біографія
Народився 15 червня 1934 року в селі Саверцях (тепер Житомирський район Житомирської області, Україна). 1963 року закінчив Київський художній інститут. У 1963–1964 роках працював у Житомирській філії інституту «Діпроцивільпромбуд». З 1964 по 1976 рік обіймав посаду головного архітектор Житомира, а з 1976 по 1998 рік — начальника Головного управління містобудування і архітектури Житомирської облдержадміністрації, був головним архітектор Житомирської області.

## Роботи
Брав участь у
- проєктуванні:
  - генерального плану Житомира, його мікрорайонів і кварталів;
  - низки генеральних планів міст і сіл Житомирської області;
  - головного будинку Житомирської облради на площі Сергія Корольова (1971—1972);
- реконструкції Старого бульвару в Житомирі (кінець 1980-х; Державна премія України по архітектурі).

Автор архітектурних розділів проєктів:
- пам'ятника курсантам, які загинули під час німецько-радянської війни (1963, скульптор Володимир Нечуйвітер);
- погрудь у Житомирі:
  - Карла Маркса у сквері, на розі вулиць Великої Бердичівської і Театральної (1968, скульптор Петро Ульянов; демонтований 24 лютого 2014 року);
  - Ярослав Домбровського на майдані Згоди (1970, скульптор Олександр Скобліков);
  - Володимира Короленка на майдані Короленка (1973, скульптор Василь Вінайкін);
  - Віктора Косенка на вулиці Пушкінській (1973, скульптор Василь Фещенко).